# Follow Your Heart (company)

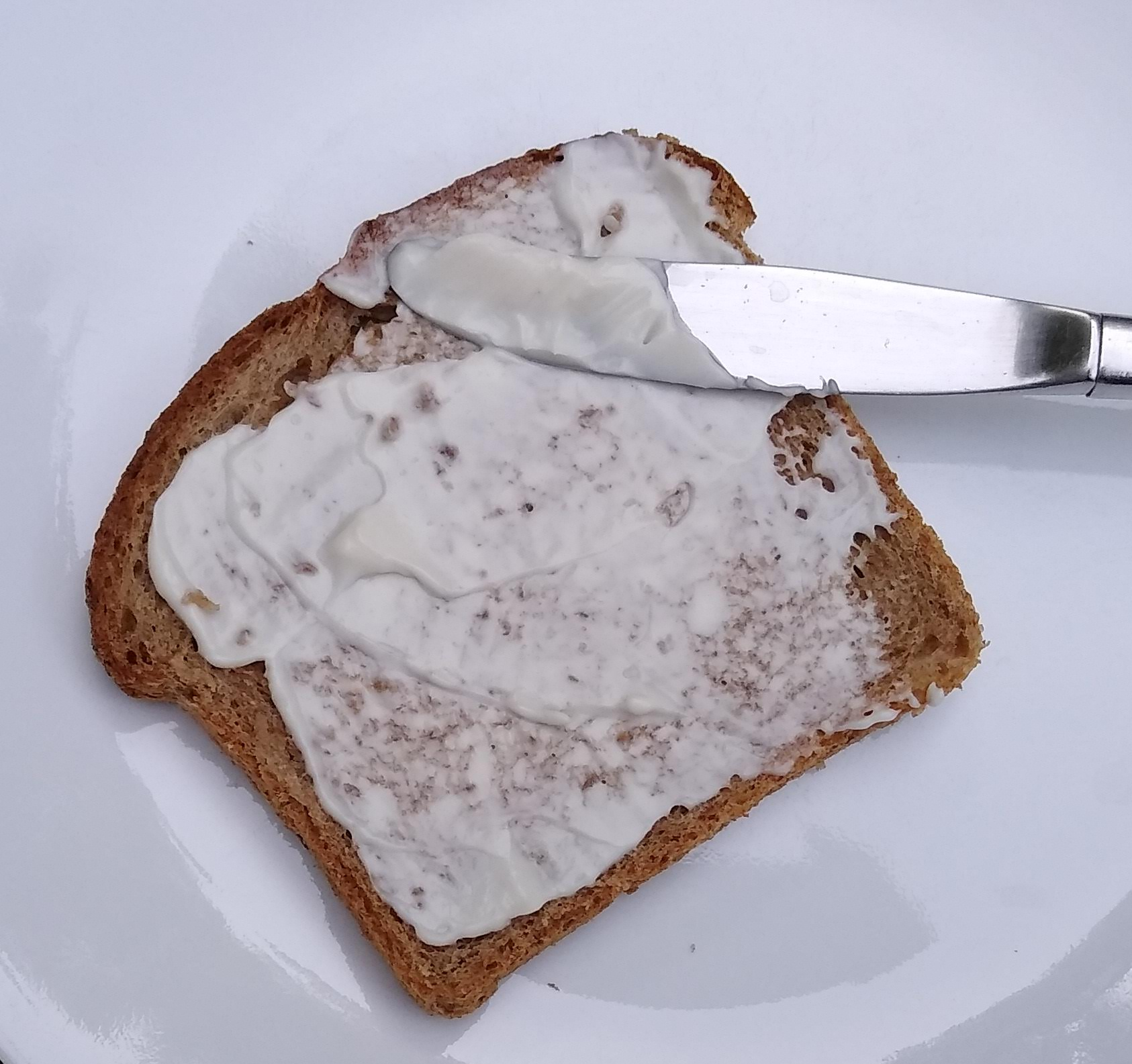
Veganaise en pan

Follow Your Heart es una compañía de comida vegana y vegetariana, comenzando en el año de 1970 como un restaurante en Canoga Park, California. En 1977, empezaron con la venta de "Vegenaise" ("Vege" de vegano, y "naise", mayonnaise o mayonesa en inglés), un sustituto de la mayonesa sin huevo. La compañía actualmente además produce otras líneas de alimentos veganos, como quesos veganos, aderezos para ensaladas y "VeganEgg"

## Historia
Los orígenes de la empresa comienzan en Canoga Park, como un mostrador de sándwiches en atrás de un mercado llamado American Natural Foods de Johnny Weissmuller en Canoga Park, desgraciadamente tras el terremoto de Los Ángeles en 1994 el restaurante y la tienda sufrieron grandes daños, pero lograron permanecer en el negocio.

## Líneas de alimentos
La compañía en el presente maneja una gran línea de comida vegetariana propia. Su primer gran fue Vegenaise, que se convirtió en el sustituto de mayonesa vegana más vendido en los Estados Unidos, inventado por el cofundador Bob Goldberg. Anualmente se producen alrededor de cincuenta millones de galones, y el producto también se vende en distintas variedades, incluso sin soya (donde la soya se reemplaza con proteína de guisante en polvo). Follow Your Heart empezó a desarrollar una línea de productos delicatessen (productos de alta calidad), disponibles a la venta al público inicialmente en 1988 después de que un comerciante local le pidiera al restaurante que comenzara a envasar sus ensaladas de tofu para que las pusieran a la venta, centrada en reemplazos a base de plantas para alimentos no veganos más tradicionales. . reemplazos de queso en lonchas que reflejan los sabores de varios tipos de queso. Sus productos se venden en alrededor de 23 países, con un volumen de ventas de alrededor de $ 50 millones en ingresos por año.
En 2015, Follow Your Heart fue nombrada compañía del año por PETA . Ese año, la compañía también se asoció con el músico y rapero Lil B para la realización de una app de emojis inspirados en la misma compañía; nombrando a la mascota de la compañía como VegEmoji.
En febrero de 2021, Follow Your Heart fue comprada por la compañía alimentaria franco-española. Danone